# Hugo Curioni
Hugo Alberto Curioni (General Cabrera, 11 de octubre de 1946), más conocido por su apodo «Tula», es un futbolista argentino que se desempeñaba en la posición de delantero centro.
Surgido en el Club Atlético Central  de Bell Ville, Provincia de Córdoba, pasó a Instituto de su provincia natal en el año 1969. Tras destacadas actuaciones, fue transferido al Club Atlético Boca Juniors en 1970.
De buen paso por el club «xeneize», es recordado principalmente por anotar en seis partidos consecutivos del denominado Superclásico del fútbol argentino, igualando de esa manera el récord que también posee el futbolista brasileño Paulo Valentim. 
Fue campeón con el equipo de la ribera al ganar el Nacional de 1970. Se fue de la institución «xeneize» en el año 1973 para continuar su carrera en Europa, en donde llamó la atención debido a sus buenas actuaciones.
Fue futbolista de los clubes FC Metz, Troyes y Montpellier de la Ligue 1 de Francia. Convirtiendo una gran cantidad de goles en cada club. 
Volvió al fútbol argentino en el ocaso de su carrera para desempeñarse en las filas de Gimnasia La Plata, Instituto de Córdoba y retirándose en el Bell Ville que lo vio nacer como futbolista.

## Trayectoria
El 'Tula' Curioni surgió del Club Bell de Bell Ville. En 1969 se fue a Instituto de Córdoba y de ahí, en 1970, pasó a Boca Juniors. Su momento más recordado en Boca fue cuando le convirtió 3 goles a River en un clásico igualando el récord de Paulo Valentim. 
Su virtud era el gol. Goleador potente y oportuno, llamó la atención de Europa. Fue parte del equipo boquense que se consagró campeón en 1970. 
En Boca marcó 68 goles en 128 partidos. Siguió su carrera en Nantes (1974-75, jugando 38 partidos, con 24 goles), Metz (1975-1978, jugando 109 partidos,  con 59 goles), Troyes (en 1978, jugando 5 partidos, con 1 gol), Montpellier (1978-1980, jugando 48 partidos, con 21 goles), Gimnasia de La Plata (1980-1981, jugando 26 partidos, con 10 goles), Instituto de Córdoba y Bell de Bell Ville. En su carrera, convirtió 184 goles en 371 partidos.

## Palmarés

### Campeonatos nacionales
| Título           | Club         | País      | Año    |
| ---------------- | ------------ | --------- | ------ |
| Primera División | Boca Juniors | Argentina | N-1970 |

## Distinciones individuales
| Distinción                                                  | Año  |
| ----------------------------------------------------------- | ---- |
| Máximo Goleador de la Primera División Argentina (17 goles) | 1973 |